# Voicetracking
Voicetracking ist eine Vorgehensweise, mit der Hörfunksender Sprachbeiträge im Voraus produzieren, um sie später senden zu können.

## Allgemein
Beim Voicetracking werden die Wortbeiträge vor der Sendung aufgenommen und dann während der Sendung entweder manuell oder automatisch über einen Computer zusammen mit der Musik abgespielt. Dadurch ist es möglich, dass Moderatoren mehrere Sendungen am Stück zeitversetzt vorbereiten. Es gibt verschiedene Methoden des Voicetrackings.

## Methoden

### Automatisiert
Beim automatisierten Voicetracking werden die vorproduzierten Anmoderationen anhand vorher definierter Cue-Listen von einem Computer zusammengemischt. Bei älteren Systemen kann es passieren, dass zwischen Musik und Anmoderation Lücken entstehen.

### Manuell
Die vorproduzierten Beiträge werden manuell von einem Techniker eingespielt. Dadurch kann besser auf die Musik eingegangen werden. Durch die Entwicklung der Computerprogramme ist dies heutzutage nicht mehr nötig.

### Internet Voicetracking, Remote Voicetracking
Die Moderationsbeiträge werden dem Sender per E-Mail oder via Server zum Download zur Verfügung gestellt und dort von einem Techniker in den Sendeplan eingepflegt. Mit manchen Radiosoftware-Programmen (z. B. RCS Master Control) ist es aber auch möglich, die Voicetracks direkt von jedem internetfähigen Computer aus in den Sendeplan der Radiostation einzupflegen, und zwar so, dass der produzierende Moderator die Elemente vor und nach der Moderation hören kann. Dadurch entsteht eine quasi Live-Situation, da die Voicetracks sehr zeitnah produziert werden können. Dies wurde in Deutschland erstmals von der Firma RADIOTRAX für den Radiosender 106.0 Antenne in Freiburg praktiziert.